# Makoekoe Mahanetsa
Makoekoe Mahanetsa (* 14. Februar 1963) ist ein ehemaliger lesothischer Sprinter.
Er trat bei den Olympischen Sommerspielen 1996 in Atlanta mit dem Team Mpho Morobe, Isaac Seatile und Motlatsi Maseela in der 4 × 400-m-Staffel an.